# Lagentium

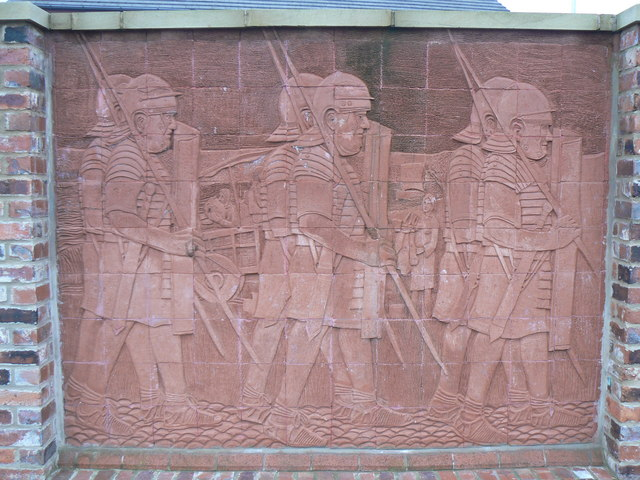
Terrakottarelief mit der Darstellung römischer Legionäre an der Saville Road, nahe der Kreuzung mit der Church Street, Castleford, West Yorkshire

Lagentium war ein römisches Militärlager mit Vicus in der Provinz Britannien, an der Stelle des heutigen Castleford.

## Lage
Lagentium lag einerseits an einer Furt über den Fluss Aire und andererseits an einer Straße von Lindum Colonia (Lincoln) nach Eboracum (York). Diese Straße war eine den Humber umgehende Alternativroute zur weiter östlich verlaufenden Ermine Street. Im Itinerarium Antonini wird der Ort zwei Mal erwähnt (als Lagecium bzw. Legeolio) und als 16 Meilen von Danum und 21 Meilen von Eboracum entfernt beschrieben. Auch in der Cosmographia des Geographen von Ravenna wird Lagentium angeführt.

## Geschichte
Als die Römer Britannien eroberten, siedelte in der Gegend des späteren Lagentium der Stamm der Briganten. Während diese anfangs unter ihrer Königin Cartimandua noch durch freundschaftliche Beziehungen zu Rom eine gewisse Autonomie behielten, übernahmen in den 70er-Jahren die Römer selbst die Macht und dehnten ihren Herrschaftsbereich weit in den Norden Englands aus. Im Zeitraum 71–74 wurde in Lagentium ein erstes Kastell aus Holz errichtet. Etwa in den Jahren 89–90 wurde dieses durch ein größeres Kastell ersetzt. Nördlich davon entstanden weitere Gebäude, in denen durchziehende Truppen untergebracht und am Fluss angelieferte Waren gelagert werden konnten. Westlich davon wurde ein Badehaus (Thermae oder Balneum) errichtet, dessen Überreste den Status eines Scheduled Monument besitzen. Im Süd-Westen schloss die Zivilsiedlung an. Etwa um das Jahr 100 war das Gebiet befriedet und das Kastell wurde um diese Zeit, spätestens jedenfalls in der ersten Hälfte des zweiten Jahrhunderts, aufgelassen. Das Badehaus wurde aber von der im Vicus siedelnden Zivilbevölkerung und durchreisenden Truppen bis ins 4. Jahrhundert genutzt. Um das Jahr 140 wurden große und vermutlich öffentliche Gebäude aus Stein im Vicus errichtet.

## Archäologie
Auf dem Gelände wurde eine Vielzahl an archäologischen Funden gemacht, die einen guten Einblick in das Leben der Bewohner Lagentiums geben: Römische Keramik, lokal hergestellte sowie importierte Ware, findet sich aus dem gesamten Zeitraum des Bestehens der Provinz Britannien. Im Zeitraum 140–145 dürfte ein Lagerhaus für Terra-Sigillata-Geschirr abgebrannt sein. Die verkohlten und zerbrochenen Scherben wurden später als Füllmaterial in Fundamenten von Gebäuden verwendet. Stempel auf gefundenen Dachziegeln erwähnen die 4. Kohorte der Gallier, andere Ziegel wurden mit Stempel der Legio VIIII Hispana gefunden. Diese Einheiten müssen also zumindest vorübergehend in Lagentium stationiert gewesen sein. Viele Glasfunde lassen auf eine lokale Industrie der Glasverarbeitung schließen. Möglicherweise rührt der Name Lagentium von lateinisch lagenae für Flaschen. Auch Hinweise auf Emailarbeiten und Metallverarbeitung finden sich. Eine andere Spezialität lokaler Handwerker war die Herstellung von Löffeln, wie etwa 800 gefundene Fragmente von Löffelgussformen beweisen. Teilweise wurden Textilien und Ledersandalen gefunden, die sich in staunassen Schichten durch Luftabschluss sehr gut erhaltenen haben. Viele Funde sind im Wakefield-Museum ausgestellt.